# Idiocorinae
Idiocorinae is een onderfamilie van de familie Helotrephidae uit de onderorde van de wantsen. De familie werd voor het eerst wetenschappelijk beschreven door Esaki & China in 1927.

## Taxonomie
De familie bevat de volgende geslachten:

- Idiocoris Esaki & China, 1927
- Paskia Esaki & China, 1927